# Albert Alexander
Albert Victor Alexander, 1. hrabia Alexander of Hillsborough KG, CH (ur. 1 maja 1885 w Weston-super-Mare, zm. 11 stycznia 1965) – brytyjski polityk związany z Partią Pracy, minister w rządach Ramsaya MacDonalda, Winstona Churchilla i Clementa Attleego.

## Życiorys
Był jednym z czworga dzieci Alberta Alexandra i Elizy Thatcher. Po śmierci ojca w 1886 r. wraz z rodziną Albert przeprowadził się do Bristolu. Wykształcenie odebrał w Barton Hill School. W wieku 13 lat zrezygnował z nauki i rozpoczął pracę w jako handlarz skórami. Po pięciu miesiącach otrzymał posadę w Bristol School Board. W 1903 r. rozpoczął pracę w Somerset County Council w nowo utworzonym nadzorze edukacji. 6 czerwca 1908 r. poślubił Esther Ellen Chapple. W 1909 r. urodziła się ich córka, Beatrix, a w 1911 r. syn, który jednak zmarł już w 1913 r.
Alexander był członkiem Weston Co-operative Society. W 1908 r. został skarbnikiem lokalnej młodzieżowej organizacji liberalnej. W 1909 r. został skarbnikiem Trades and Labour Council. W 1910 r. został wybrany do zarządu Weston Co-op Society. Po wybuchu I wojny światowej zaciągnął się do armii, ale nigdy nie walczył na froncie. W listopadzie 1918 r. otrzymał stopień kapitana oraz zaczął prowadzić kursy dla rannych żołnierzy mające przygotować ich do życia w cywilu. Został zdemobilizowany w 1919 r. Rok później został wiceprzewodniczącym Weston Co-op Society.
W 1922 r. Alexander został wybrany do Izby Gmin z okręgu Sheffield Hillsborough jako kandydat Co-operative Party. Okręg ten reprezentował do 1950 r., z przerwą w latach 1931–1935. W parlamencie rychło związał się z Partią Pracy. W pierwszym laburzystowskim rządzie w 1924 r. Alexander był parlamentarnym podsekretarzem stanu przy Zarządzie Handlu. Odpowiadał za marynarkę handlową. Kiedy Partia Pracy znalazła się w opozycji, Alexander został mówcą ds. handlu. Przemawiał również na tematy związane z rolnictwem, samorządem lokalnym oraz bezpieczeństwem socjalnym.
Po powrocie Partii Pracy do władzy w 1929 r. Alexander został pierwszym lordem Admiralicji. Na tym stanowisku działał na rzecz zmniejszenia potencjału militarnego Royal Navy. W styczniu 1930 r. uczestniczył w konferencji londyńskiej, gdzie Wielka Brytania, Stany Zjednoczone i Japonia podpisały traktat ograniczający zbrojenia na morzu. W 1931 r., kiedy Partia Pracy zawarła koalicję z liberałami i konserwatystami, Alexander opuścił gabinet i przeszedł do opozycji. W 1935 r. został mówcą ds. zagranicznych i handlu. Kiedy w 1940 r. premierem został Winston Churchill, Alexander został członkiem gabinetu wojennego jako pierwszy lord Admiralicji.
Na tym stanowisku Alexander zyskał sobie sporą sympatię podwładnych. W 1942 r. płynął w konwoju arktycznym, a w 1944 r. odwiedził wojska brytyjskie we Francji, niedługo po D-Day. Mimo przyjaźni z Churchillem Alexander opuścił gabinet wraz z resztą Partii Pracy po zakończeniu wojny w maju 1945 r. Partia Pracy wygrała wybory w lipcu 1945 r. i Alexander powrócił na stanowisko pierwszego lorda Admiralicji. W 1946 r. został ministrem bez teki, a następnie ministrem obrony, ministrem, którym poprzednio zawsze był urzędujący premier. Alexander odpowiadał za wprowadzenie nowego modelu służby wojskowej.
W 1950 r. Alexander zdecydował się nie startować w wyborach powszechnych. Otrzymał tytuł 1. wicehrabiego Alexander of Hillsborough i zasiadł w Izbie Lordów. Objął również stanowisko Kanclerza Księstwa Lancaster. Po przegranych przez Partię Pracy wyborach 1951 r. wycofał się z czynnego życia politycznego, jednak w 1955 r. uległ namowom Hugh Gaitskella i został liderem Partii Pracy w Izbie Lordów. Popierał utworzenie instytucji parów dożywotnich oraz sprzeciwiał się członkostwu Wielkiej Brytanii w EWG. W 1963 r. otrzymał tytuły hrabiego Alexander of Hillsborough i barona Weston-super-Mare. W 1964 r. został kawalerem Orderu Podwiązki. W 1964 r. zrezygnował ze stanowiska lidera laburzystów w izbie wyższej.
Zmarł w 1965 r. Wraz z jego śmiercią wygasły wszystkie jego tytuły parowskie.